# Rohacka Przełęcz
Rohacka Przełęcz (słow. Roháčske sedlo) – znajdująca się na wysokości 1962 m n.p.m. (według wcześniejszych pomiarów 1955 m) przełęcz w Tatrach Zachodnich pomiędzy dwoma znajdującymi się w grani głównej Tatr szczytami Rohaczy: Rohaczem Ostrym (2086 m) a Rohaczem Płaczliwym (2126 m). Jest to postrzępiona, granitowa grań z licznymi uskokami i zębami, opadająca do Doliny Smutnej przepaścistym i piarżystym żlebem ok. 250 m wysokości. Przeciwległe zbocza nieco łagodniej opadają do Rohackiego Kotła – górnego piętra Doliny Jamnickiej. W kotle tym znajduje się dobrze widoczny z przełęczy Płaczliwy Stawek. Nieco powyżej przełęczy, w grani Rohacza Płaczliwego w pewnym miejscu szlak turystyczny prowadzi nad bardzo przepaścistą ścianą skalną, miejsce to można jednak ominąć po południowej stronie.

## Szlaki turystyczne
– czerwony biegnący główną granią Tatr.
- Czas przejścia ze Smutnej Przełęczy przez Rohacz Płaczliwy na Rohacką Przełęcz: 1 h
- Czas przejścia z Rohackiej Przełęczy przez Rohacz Ostry na Jamnicką Przełęcz: 1 h

## Bibliografia

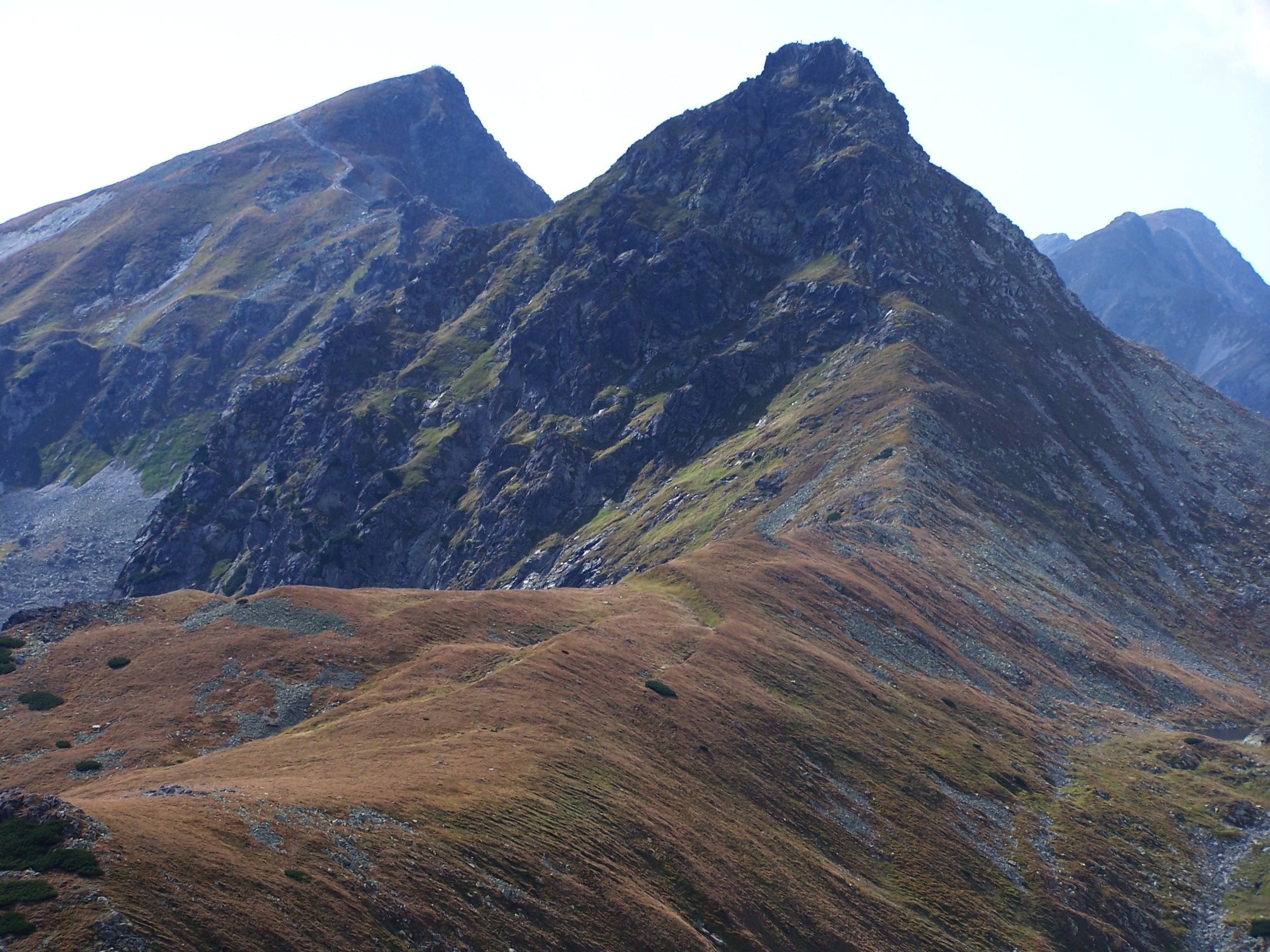
Rohacze i Rohacka Przełęcz